# Zerion.net
Zerion (ausgesprochen: Zeri-jon, von albanisch zëri ynë ‚unsere Stimme‘) ist ein albanisches Portal in Form eines Forums. Bei Zerion können Mitglieder sowie nicht registrierte Besucher anonym und unzensiert schreiben, solange sie die Regeln einhalten. Der Zweck der Website ist es, eine Plattform mit albanischen Foren für offene Gespräche und Debatten bereitzustellen, aber auch einen Ort für den Austausch und die Verbreitung von Informationen und Wissen sowie einen Ort für den Empfang und die Bereitstellung von Hilfe und Rat. Die dort behandelten Themen sind vielfältig und reichen von aktuellen Nachrichten aus der ganzen Welt bis zu Diskussionen zu verschiedenen Themen, Antworten auf Fragen von allgemeinem oder persönlichem Interesse, Themen zum religiösen Glauben und Themen zu Leben und Gesundheit. Es gibt auch Themen aus den Bereichen Sprache und Linguistik sowie aus den Bereichen Geschichte, Wissenschaft, Technologie und Wirtschaft. Freie und unterhaltsame Themen haben einen besonderen Platz, wie zum Beispiel für Liebe, Ästhetik, Küche, Sport, Musik, Kultur und Kunst usw.

## Geschichte
Das 2004 unter dem Namen Zëri Yt! unter der Domain zeriyt.com gegründete Portal war eines der wichtigsten und einflussreichsten Portale im albanischen Internet. Mit der Zeit entwickelte sich das Portal zu einem breiten Netzwerk von Foren, die verschiedene Themen abdeckten. Zerion wurde im Januar 2019 als Fortsetzung der Foren und der alten Community eröffnet, nun aber in einer neuen und vereinfachten Form, die sich den Anforderungen der Zeit anpasst.